# Vironniemi
Vironniemi (suédois : Estnäs) est un district de la ville de Helsinki en Finlande.

## Population
Le district de Vironniemi a une superficie est de 2,07 km2, sa population s'élève à 11 671 habitants(1.1.2010) et il offre 36 131 emplois (31.12.2008).

## Description
C'est le centre névralgique de Helsinki et il héberge les centres de décisions économiques et politiques du pays. On y trouve entre autres  le Palais Présidentiel, le Palais du Conseil d'État, la place du Sénat, la cathédrale luthérienne, la cathédrale Ouspenski et la Banque de Finlande.
Parmi les autres bâtiments du quartier de Vironiemi, citons par exemple le bâtiment principal de l'Université d'Helsinki, l'Hôtel de ville d'Helsinki, la Gare centrale d'Helsinki et le bâtiment Postitalo.
Plusieurs banques et grandes entreprises y ont leur siège, on y trouve les Grands magasins Sokos et Stockmann, le bâtiment Sanomatalo de Helsingin Sanomat. 
Dans le registre culturel, on trouve la Bibliothèque nationale de Finlande, le Théâtre national de Finlande, le Musée Ateneum, le Musée Kiasma et la Maison de la Musique d'Helsinki.